# Digama hearseyana
Digama hearseyana är en fjärilsart som beskrevs av Moore 1859. Digama hearseyana ingår i släktet Digama och familjen björnspinnare. Inga underarter finns listade i Catalogue of Life.